# Adolfo Simões Barbosa
Adolfo Simões Barbosa (Cabo de Santo Agostinho, 3 de abril de 1860 — Recife, 1950) foi um político e médico brasileiro. Exerceu o mandato de deputado federal constituinte por Pernambuco em 1934.

## Biografia
Adolfo Simões Barbosa nasceu em 3 de abril de 1860 no Engenho de Tabatinga, localizado na cidade de Cabo de Santo Agostinho no interior do estado de Pernambuco. Seus pais era Manuel Alves Barbosa e Joana Maria Simões Barbosa. Em setembro de 1882, graduou-se no curso de medicina pela Faculdade de Medicina do Rio de Janeiro, atual Faculdade de Medicina da Universidade Federal do Rio de Janeiro. Posteriormente dirigiu a clínica de partos no Hospital Pedro II também no Rio de Janeiro. Após retornar para seu estado de origem, tarde trabalhou como ginecologista no Hospital Português de Beneficência de Recife, como médico na Associação Operária de Camaragibe (PE) e professor substituto de medicina pública na Faculdade de Direito do Recife.
Em maio de 1909, entrou para política ao se eleger como deputado federal por Pernambuco. Reeleito três vezes consecutivas, permaneceu no cargo até dezembro de 1917. No inicio década de 30, logo após a revolução de 30, atuou como presidente do conselho técnico do Partido Social Democrático (PSD). Por este partido, em 15 de novembro de 1933, elegeu-se novamente a deputado dessa vez á Assembleia Nacional Constituinte, cargo este que exerceria até 1934, quando obteve através das eleições, logo após a promulgação da Constituição de 34, o cargo de deputado federal para legislatura ordinária. Permaneceu na função até o surgimento do Estado Novo, em 10 de novembro de 1937, quando o regime político criado por Getúlio Vargas suspendeu todas as câmaras legislativas do país. Acabou por abandonar a vida política e pública, retornando para Recife onde viveria até sua morte em 1950. 
Teve quatros filhos com sua esposa Ângela Viana Simões Barbosa.